# ブレネン・デービス
- ブレナン・デービス
- ブレンネン・デービス

ブレネン・デービス（Brennen Davis, 1999年11月2日 - ）は、アメリカ合衆国アリゾナ州チャンドラー出身のプロ野球選手（外野手）。右投右打。MLBのニューヨーク・ヤンキース傘下所属。父は元NBA選手のレジー・セウス。

## 経歴

### プロ入りとカブス傘下時代
2018年のMLBドラフト2巡目（全体62位）でシカゴ・カブスから指名され、予定していたマイアミ大学への進学を取り止めプロ入り。契約金は110万ドル。傘下のルーキー級アリゾナリーグ・カブスでプロデビューし、18試合に出場して打率.298、3打点の成績を記録した。
2019年はA級サウスベンド・カブスで50試合に出場して打率.305、8本塁打、30打点の成績を記録した。
2020年は新型コロナウイルスの影響でマイナーリーグの試合が開催されなかった。
2021年はA+級サウスベンドで開幕を迎え、シーズン途中にAA級テネシー・スモーキーズに昇格した。オールスター・フューチャーズゲームに選出され、2打席連続本塁打を放ってMVPを受賞した。その後、AAA級アイオワ・カブスへ昇格した。
2022年はAAA級アイオワで開幕を迎えたが、故障に苦しみ53試合の出場に留まった。オフにルール・ファイブ・ドラフトでの流出を防ぐために40人枠に登録された。
メジャーでの出場がないまま、2024年オフの11月19日にDFAとなり、22日にノンテンダーFAとなった。

### ヤンキース傘下時代
2024年12月24日にニューヨーク・ヤンキースとマイナー契約を結んだ。

## 選手としての特徴
将来は15本塁打、40盗塁が期待できるアスリート型の中堅手。

## 詳細情報

### 表彰
MiLB
- オールスター・フューチャーズゲームMVP：1回（2021年）

### 記録
MiLB
- オールスター・フューチャーズゲーム選出：1回（2021年）